# Giovanni Rinuccini
Giovanni Rinuccini (né le 22 juillet 1743 à Florence, dans le Grand-duché de Toscane et mort le 28 décembre 1801 à Rome) est un cardinal italien du XVIIIe siècle et du début du XIXe siècle

## Biographie
Le pape Pie VI le crée cardinal lors du consistoire du 21 février 1794 alors qu'il n'est pas ordonné. Il est ordonné diacre le 21 décembre suivant et reçoit le titre de cardinal-diacre de San Giorgio in Velabro. 
Il  participe au conclave de 1799-1800 à Venise, lors duquel Pie VII est élu. 